# Villiers-le-Sec, Val-d'Oise
Villiers-le-Sec là một xã ở tỉnh Val-d’Oise, thuộc vùng Île-de-France ở miền bắc nước Pháp.